# إبراهيم حسين (ملحن)
إبراهيم حسين درويش (24 مارس 1915 - 1 يوليو 1991)، هو موسيقي ملحن مصري. بلغت لحن في 36 فيلماً على الأقل.